# 루간스크 국가 교육학 대학
루간스크 국가 교육학 대학(Луганский государственный педагогический университет, Lugansk State Pedagogical University, LGPU)은 루한스크 대학교의 정통성을 승계했다고 주장하는 루간스크 인민공화국 측의 교육기관이다.